# Dendropsophus studerae
Dendropsophus studerae es una especie de anfibios de la familia Hylidae. Es endémica de Brasil, en los estados de Alagoas y Bahía.
Sus hábitats naturales incluyen praderas parcialmente inundadas, pantanos, lagos intermitentes de agua dulce y marismas intermitentes de agua dulce.